# Køjeseng
En køjeseng eller etageseng er et møbel, hvor flere senge er placeret over hinanden.
Udtrykket køje-seng er en parallel til anbringelsen af hængekøjer på et skib, hvor pladsforholdene gjorde, at køjerne ofte blev hængt over hinanden.